# Concha nasalis inferior
Die Concha nasalis inferior (lat. für untere Nasenmuschel), bei Tieren als Concha nasalis ventralis bezeichnet, ist eine der drei Nasenmuscheln der Säugetiere. Sie ist ein selbstständiger Knochen des Viscerocraniums und reicht von der Apertura piriformis bis zur Choane. Synonyme sind Os conchale und Os conchae nasalis. Die untere Nasenmuschel ist von der Nasenschleimhaut überzogen und begrenzt den unteren und mittleren Nasengang der Nasenhöhle.
Die untere Nasenmuschel des Menschen besitzt drei kleine Fortsätze. Der Oberkieferfortsatz (Processus maxillaris) legt sich vor die Öffnung der Kieferhöhle. Der Siebbeinfortsatz (Processus ethmoidalis) legt sich an den Processus uncinatus des Siebbeins und engt damit die Öffnung der Kieferhöhle weiter ein. Der Tränenbeinfortsatz (Processus lacrimalis) weist Richtung Tränenbein und bildet mit diesem zusammen die innenseitige Wand des Tränen-Nasen-Kanals (Canalis nasolacrimalis).

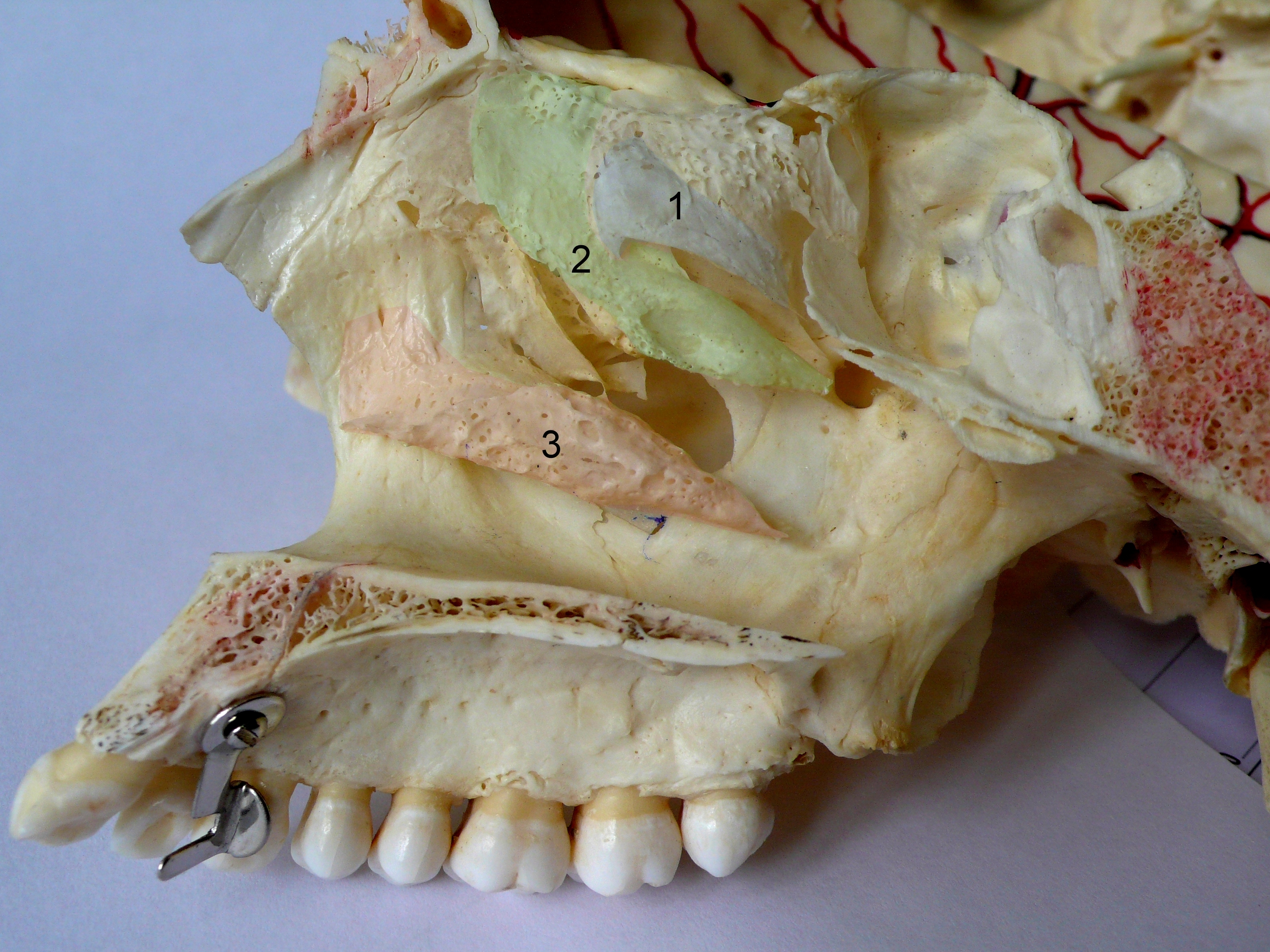
Nasenmuscheln des Menschen. 1 obere, 2 mittlere, 3 untere Nasenmuschel
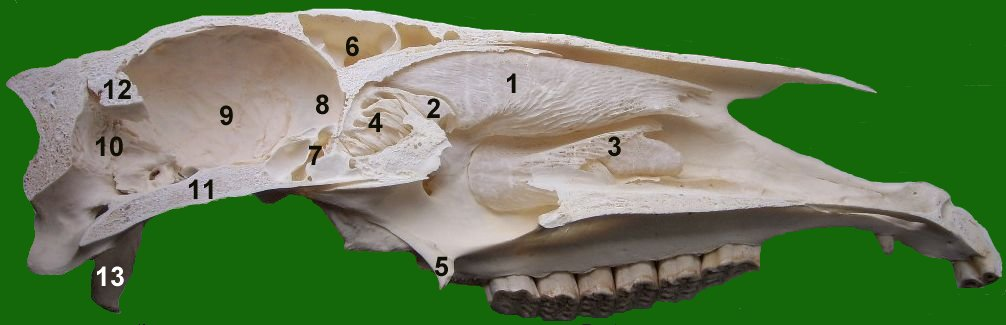
Sagittalschnitt durch einen Pferdeschädel. 1 obere, 2 mittlere, 3 untere Nasenmuschel